# سفر به ساحل (فیلم)
سفر به ساحل (انگلیسی: Journey to the Shore) (به ژاپنی: 岸辺の旅 Kishibe no Tabi) فیلمی به کارگردانی کیوشی کوروساوا است که در سال ۲۰۱۵ منتشر شد. این فیلم در بخش نوعی نگاه جشنواره فیلم کن ۲۰۱۵ به نمایش درآمد و برنده جایزه بهترین کارگردانی بخش نوعی نگاه شد.

## داستان
میزوکی (اری فوکاتسو) معلم پیانو است ، همسرش یوسوکه (تادانوبو آسانو) به مدت سه سال مفقود شده است. شوهرش به عنوان یک روح به خانه برمی گردد و به او می گوید که در اثر غرق شدن در دریا جان خود را از دست داده است. یوسوکه برای نشان دادن مکان های زیبایی که کشف کرده و بازدید از افرادی که با او مهربانی داشته اند ، میزوکی را با خود به سفر می برد...

## بازیگران
- تادانابو آسانو در نقش یوسوکه
- اری فوکاتسو در نقش میزوکی
- یو آئویی در نقش توموکو
- آکیرا اموتو در نقش هوشیتانی
- ماسائو کوماتسو در نقش شیماکاگو

## جوایز
| جایزه                    | رده                                         | گیرنده         | نتیجه |
| ------------------------ | ------------------------------------------- | -------------- | ----- |
| جشنواره کن               | جایزه Un Certain Appe برای بهترین کارگردانی | کیوشی کوروساوا | برنده |
| جوایز فیلم آسیایی        | بهترین نقش مکمل مرد                         | تادانابو آسانو | برنده |
| جوایز منتقدین فیلم ژاپنی | بهترین بازیگر مرد                           | تادانابو آسانو | برنده |